# Farm School Holocaust
Farm School Holocaust ist eine ehemalige spanische Hardcore- und Technical-Mathcore-Band aus Valencia. Ihr einziges Album nahm sie 2010 in den Noisehead Studios mit Mario Jezik auf und veröffentlichte das Werk im selben Jahr auf dessen Label Noisehead Records.

## Diskografie
- 2010: No Human Involved